# Monts d'Ardèche (regionaal natuurpark)
Monts d'Ardèche is een regionaal natuurpark in Frankrijk in het departement Ardèche. Het park omvat het zuiden van de Monts du Vivarais, een bergketen die deel uitmaakt van het Centraal Massief en het meest noordoostelijke deel van de Cevennen, een ander deel van het Centraal Massief.

## Situering
Het park strekt zich uit tussen Saint-Agrève en Lamastre in het noorden, Les Vans in het zuiden, Privas en Aubenas in het oosten en de grenzen van het gebergte van de Ardèche in het westen. Binnen het park liggen 132 gemeenten en het gebied heeft circa 5600 inwoners.

## Beschrijving
Het park ligt tussen de wilde rivieren van de meridionale Cevennen en het berglandschap van de Ardèche (Monts du Vivarais). In het gebied liggen de vulkanische bergtoppen van Gerbier-de-Jonc (1551 m) en van Mont Mézenc (1753 m) en kleine, hooggelegen dorpjes zoals Antraigues-sur-Volane en Thines.
Het heeft afwisselende landschappen zoals:
- de hoogvlakte van Vernoux
- de Boutières (Dal van de Eyrieux)
- de Sucs (Gerbier, Mézenc)
- de haute Cévennen (hoge dal van de Ardèche)
- de zuidelijke Cévennen
- de Piémont Cévenol

## Afbeeldingen

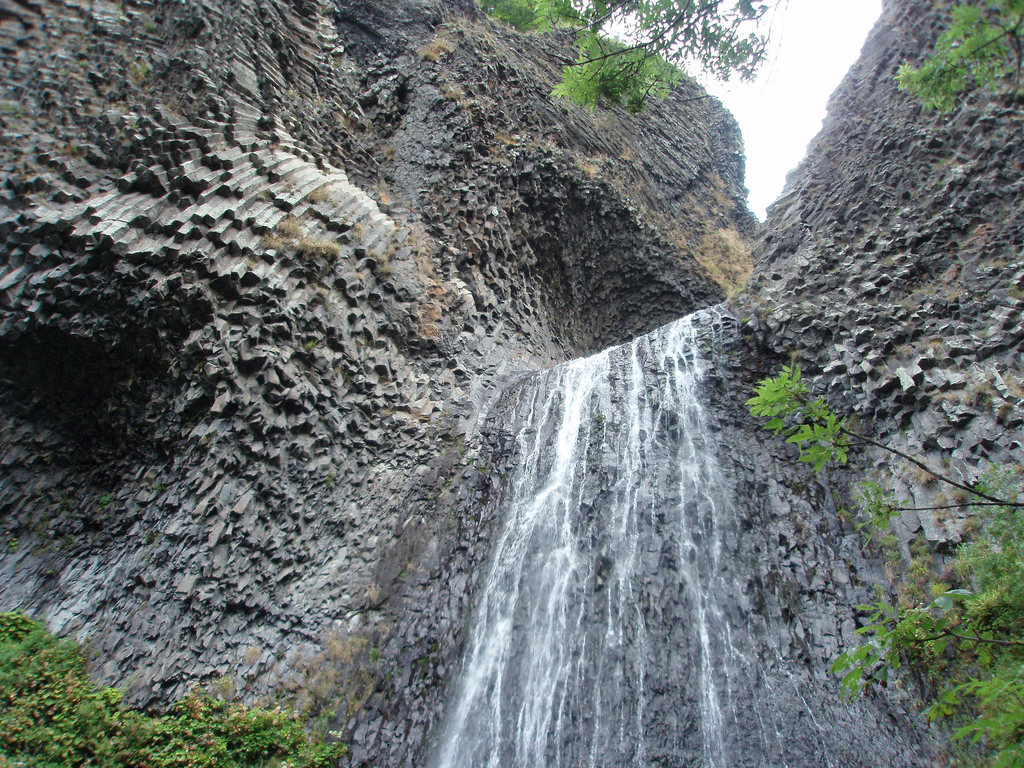
Cascade du Ray Pic
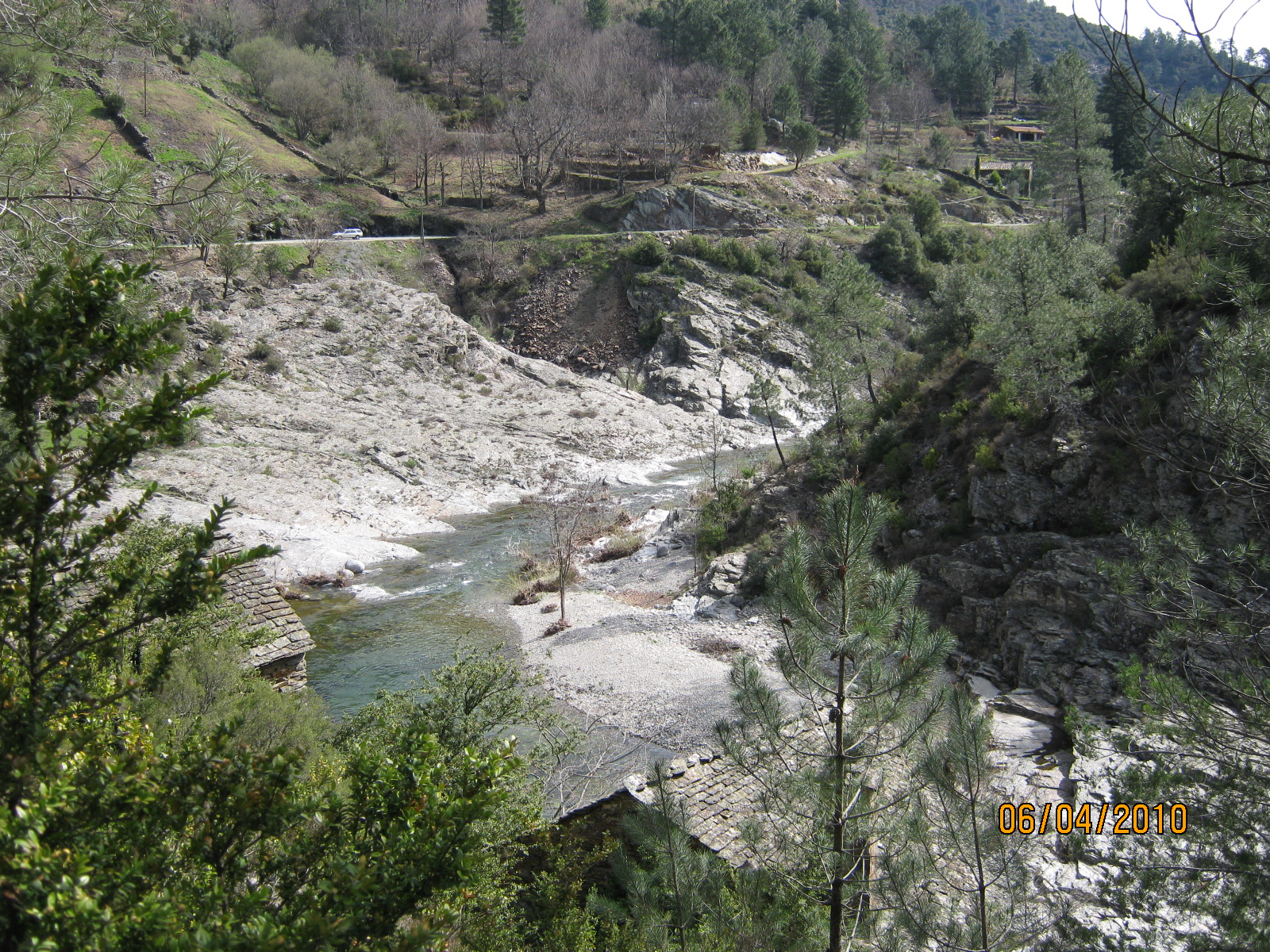
De Drobie in de gemeente Saint-Mélany (Cévennen)
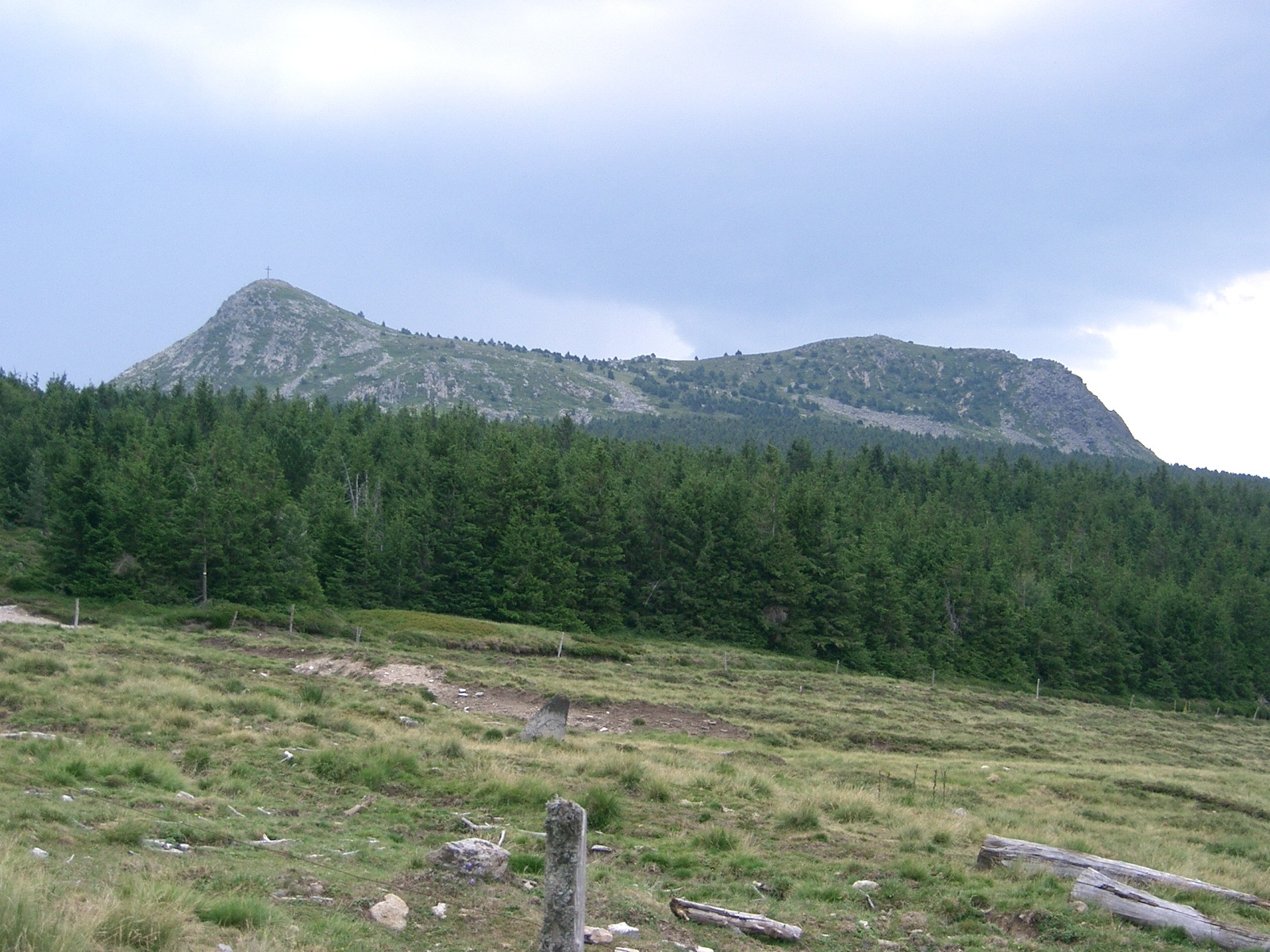
Mont Mézenc (Monts du Vivarais)
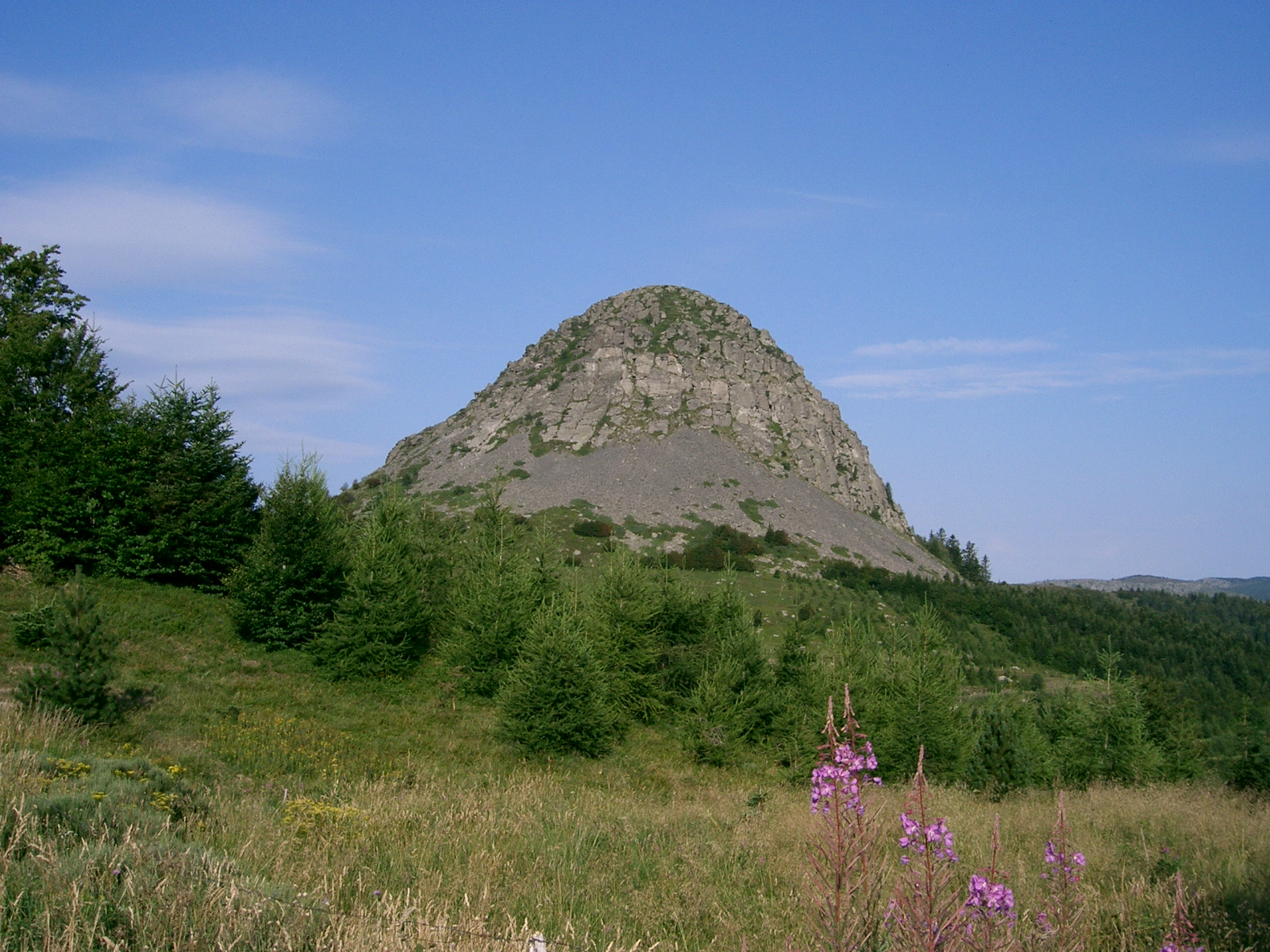
Mont Gerbier de Jonc (Monts du Vivarais)
Uitzicht vanaf de Mont Gerbier de Jonc in zuidelijke richting
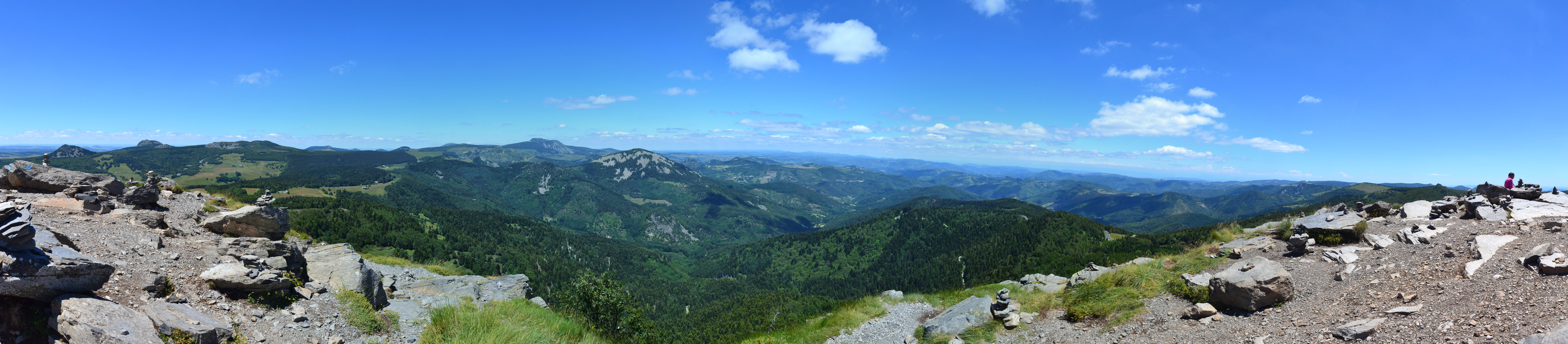
Uitzicht vanaf de Mont Gerbier de Jonc in noordelijke richting